# Besra Duman
Besra Duman, née le 10 janvier 2001 à Van (Turquie), est une haltérophile handisport turque concourant en -55 kg. Elle possède deux médailles mondiales (bronze en 2017 et argent en 2021) et une médaille paralympique (bronze en 2021).

## Carrière
Duman est née avec une achondroplasie.
Pour ses premiers Jeux paralympiques en 2020, elle rafle le bronze en soulevant successivement 117 kg puis 124 kg mais échoue à la troisième barre à 126 kg — qui lui aurait permis d'atteindre l'or. La Chinoise Xiao Cuijuan soulève elle aussi une barre du même poids mais remporte l'argent, étant plus légère que la Turque.